# Antecedentes del porfiriato

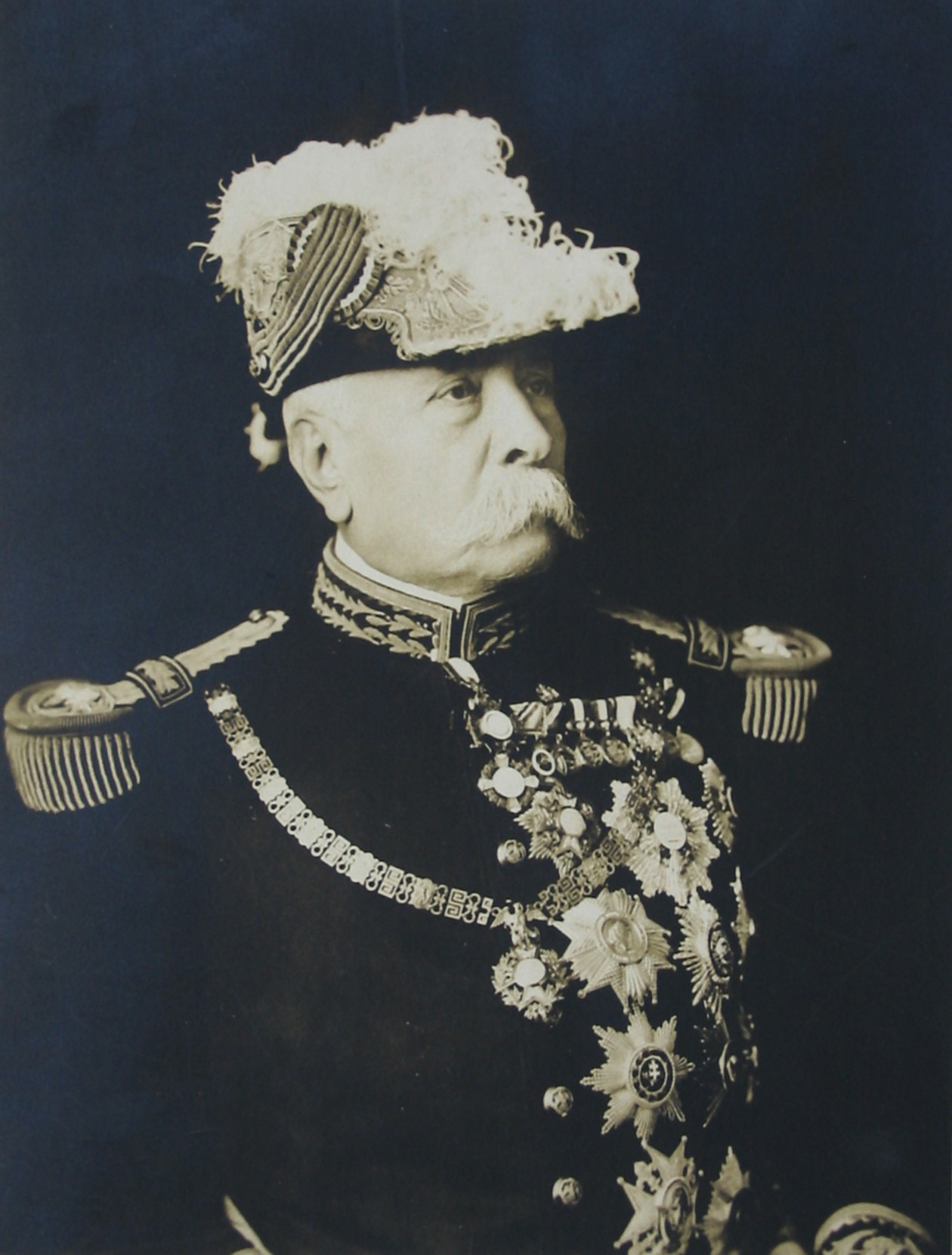
Porfirio Díaz, presidente de México entre 1877-1880 y 1884-1911.

El porfiriato fue un período de la historia de México desarrollado entre 1876 y 1911 en el que dominó la escena política el militar mexicano Porfirio Díaz. Comienza con el triunfo de la Revolución de Tuxtepex y finaliza con el movimiento encabezado por Francisco I. Madero.
Porfirio Díaz era un militar de gran renombre obtenido en la guerra de Reforma y en la intervención francesa, pues logró recuperar para la causa republicana la Ciudad de México y Puebla. Conocido como el héroe del 2 de abril, contendió por la presidencia contra Benito Juárez en 1867 y 1871, y al ser derrotado proclamó el Plan de la Noria. Vencido a la muerte de Juárez por Sebastián Lerdo de Tejada, Díaz se retiró a Veracruz donde logró hacerse de capital y de fama gracias a la impopularidad creciente de Lerdo. Al acercarse la reelección de éste, Díaz se levantó en armas con la bandera de «SUFRAGIO EFECTIVO NO REELECCIÓN», que años más tarde empuñaría Madero en su contra. Exiliado Lerdo en noviembre de 1876, Díaz asumió la presidencia por más de 35 años, exceptuando el período de Manuel González (1880-1884).
Cuando Díaz fue proclamado presidente el país estaba asolado por las hordas de bandoleros que asaltaban los caminos, por las diversas rebeliones regionales, por el caciquismo, por los levantamientos de indios y por la división del ejército. Díaz impuso la llamada «paz porfiriana» a través de concesiones y represión a los movimientos del ejército que pretendían derrocarlo, como la ocurrida en 1879 en Veracruz, sofocada con la clásica frase de «mátalos... en caliente y después averiguas», orden tajante dada al gobernador de Veracruz Luis Mier y Terán cuando el levantamiento de partidarios de Sebastián Lerdo de Tejada-
El gran problema del primer mandato de Díaz fue la búsqueda del reconocimiento de Estados Unidos, pues le interesaba mucho atraer a inversionistas que solidificaran la economía del país.